# Wellington Heath
Wellington Heath – wieś i civil parish w Anglii, w hrabstwie Herefordshire. W 2011 civil parish liczyła 440 mieszkańców.